# 泰昌帝

明光宗常服像

泰昌帝（たいしょうてい）は、明の第15代皇帝。諱は常洛（じょうらく）。廟号は光宗（こうそう）。日本では在位中の元号を取って一般的に泰昌帝と呼ばれる。

## 生涯
万暦帝の長男として生まれる。万暦帝は常洛を愛さず、寵妃鄭貴妃との間に出来た三男の常洵を皇太子に立てたがっていたが、孝定太后の命により常洛を皇太子に立てた。しかしその後も鄭貴妃の手の者に命を狙われる事件（梃撃の案）が発生したが、万暦帝はこれを黙過し、臣下から鄭貴妃が事件の黒幕であると上訴されても鄭貴妃を庇っていた。
そのようなことがありながらも、万暦48年（1620年）7月、父帝の崩御により何とか常洛が即位することができた。泰昌帝は幼い頃から英邁だったので臣下たちの期待は高かったが、即位して1か月で崩御した。
この泰昌帝の死に関わる事件が「紅丸の案」である。即位してほどなく下痢を催した泰昌帝に、鴻臚寺丞を務めていた李可灼が紅丸（丸薬）を勧め、泰昌帝が一つ服用したところ気分がよくなった。ところが、もう一丸飲んだところ、翌日にわかに崩御したという事件である。これを陰謀と見なして、背後関係を追及するべきだと言い出す者が現れ、まず丸薬を勧めた李可灼が弾劾され、次いで紅丸を勧めるのを止めなかったという理由で大学士の方従哲も弾劾された。
改元は前皇帝が崩御した翌年の元日と決まっており、泰昌の元号が用意されていたが、その暇もなく泰昌帝は崩御してしまった。このまま新しい皇帝が即位し、次の元日からその皇帝のための新しい元号を使うとすると泰昌という元号は存在しなくなり、ひいては泰昌帝の存在が消滅することになる。臣下たちは話し合い、この年の7月以前を万暦、8月以降を泰昌とすることにした。

## 宗室

### 后妃
- 孝元貞皇后郭氏 - 皇子時代の正室、皇后を追号された
- 孝和皇太后王氏 - 皇子時代の側室、天啓帝から皇太后を追号された
- 孝純皇太后劉氏 - 皇子時代の側室、崇禎帝から皇太后を追号された
- 康妃李氏、荘妃李氏、懿妃傅氏
- 選侍趙氏、選侍王氏
- 敬妃馮氏、慎嬪邵氏、定嬪郭氏、恪嬪李氏、襄嬪張氏
- 夏氏

### 男子
- 天啓帝 朱由校
- 簡懐王 朱由㰒 - 夭折。
- 斉思王 朱由楫 - 夭折。
- 懐恵王 朱由模 - 夭折。
- 崇禎帝 朱由検
- 湘懐王 朱由栩 - 夭折。
- 慧昭王 朱由橏 - 夭折。

### 女子
- 懐淑公主 朱徽娟 - 母は孝元皇后郭氏。早世。
- 悼淑公主[1][2] - 夭折。
- 悼寧公主[2] - 夭折。
- 悼康公主[2] - 夭折。
- 悼順公主[2] - 夭折。
- 悼恭公主[2] - 夭折。
- 寧徳公主 朱徽妍 - 母は懿妃傅氏。劉有福に降嫁した。
- 遂平公主 朱徽婧 - 母は懿妃傅氏。斉賛元に降嫁した。
- 楽安公主 朱徽媞 - 母は康妃李氏。鞏永固に降嫁した。
- 悼温公主 朱徽姃[1] - 母は慎嬪邵氏。夭折。

## 登場作品
テレビドラマ
- 『白髪魔女伝〜美しき復讐鬼〜』(1999年)演：王伯昭
- 「大明嬪妃」(2010年、日本未公開)演：宋洋